# Soběslavice
Soběslavice är en ort i Tjeckien. Den ligger i den norra delen av landet, 70 km nordost om huvudstaden Prag. Soběslavice ligger 321 meter över havet och antalet invånare är 133.
Terrängen runt Soběslavice är huvudsakligen platt, men norrut är den kuperad. Terrängen runt Soběslavice sluttar söderut.Runt Soběslavice är det ganska tätbefolkat, med 100 invånare per kvadratkilometer. Närmaste större samhälle är Liberec, 18,1 km norr om Soběslavice. Omgivningarna runt Soběslavice är en mosaik av jordbruksmark och naturlig växtlighet.